# Ciao marziano
Ciao marziano è un film del 1980 scritto e diretto da Pier Francesco Pingitore. È una commedia satirica fantascientifica interpretata dal comico Pippo Franco e vagamente ispirata al racconto Un marziano a Roma del 1954 di Ennio Flaiano (non accreditato), da cui era stata tratta una commedia teatrale nel 1960 che ebbe in seguito una trasposizione per la tv nel 1983.

## Trama
Dallo spazio giunge a Roma un buffo alieno esploratore di nome Bix, dall'aspetto umano, la pelle verde, l'italiano imperfetto e provvisto di super poteri. Il suo primo contatto è la prostituta Maddalena per presto diventare noto alla gente comune come al mondo politico, convinti della sua venuta salvifica, salvo un ripensamento per delle sue affermazioni e stramberie, al punto da volerlo mettere in cattiva luce.
Bix a tal punto usa i suoi poteri per far dire la verità a tutti gli abitanti della Terra, compresi i personaggi pubblici e capi di Stato, costretti a delle esternazioni pubbliche imbarazzanti. L'alieno viene citato in giudizio con l'accusa di terrorismo sicché decide di ripartire, ma il computer dell'astronave, dal quale riceve direttive superiori, lo estromette e l'astronave esplode. Gli abitanti di Roma accorrono trovandolo emergere dai rottami completamente cambiato, con aspetto umano e dizione romanesca, finalmente integrato e ben voluto dalla collettività.

## Accoglienza

### Critica
(Fantafilm)